# Aaadonta irregularis
Espèce
Statut de conservation UICN

 CR  : 
En danger critique
Aaadonta irregularis est une espèce de mollusques gastéropodes terrestres de la famille des Endodontidae. Il est endémique des Palaos, où il n’était connu que de Peleliu, mais n’a été trouvé que récemment sur la très petite île d’Omekang. Il est menacé par la destruction et la modification de son habitat forestier tropical humide de plaine.

## Systématique
Le nom valide complet (avec auteur) de ce taxon est Aaadonta irregularis (Semper, 1874).
L'espèce a été initialement classée dans le genre Endodonta sous le protonyme Endodonta irregularis Semper, 1874.
Aaadonta irregularis a pour synonymes :
- Endodonta irregularis Semper, 1874
- Helix irregularis (Semper, 1874)